# Pseudanamera fulvomaculata
Pseudanamera fulvomaculata är en skalbaggsart som beskrevs av Stefan von Breuning 1935. Pseudanamera fulvomaculata ingår i släktet Pseudanamera och familjen långhorningar. Inga underarter finns listade i Catalogue of Life.